# Esclagne

Esclagne este o comună în departamentul Ariège din sudul Franței. În 1 ianuarie 2022 avea o populație de 121 de locuitori.